# Llyn Alwen
Llyn Alwen är en sjö i Storbritannien.   Den ligger i riksdelen Wales, i den södra delen av landet, 290 km nordväst om huvudstaden London. Llyn Alwen ligger 425 meter över havet.  I omgivningarna runt Llyn Alwen växer i huvudsak blandskog.